# Kim Won-ho
Kim Won-ho (n. 2 iunie 1999, Suwon, Coreea de Sud) este un jucător de badminton ce a reprezentat Coreea de Sud, medaliat olimpic. A participat la o ediție a Jocurilor Olimpice (2024) în care a câștigat o medalie de argint.